# Khi đàn ông có bầu
Khi đàn ông có bầu (tựa tiếng Anh: When Men Get Pregnant) là một bộ phim hài hước - giả tưởng - tâm lý của Việt Nam chuyển thể từ vở kịch cùng tên của Sân khấu kịch Sài Gòn do Phạm Hoàng Nam làm đạo diễn, được công chiếu vào dịp Tết Nguyên Đán năm 2005. Phim có sự góp mặt của nhiều diễn viên hài, ca sĩ và diễn viên điện ảnh Việt Nam.

## Nội dung
Hùng là một chàng công tử trong gia đình giàu có, anh đang yêu cô nhân viên tiệm áo cưới tên Duyên. Trong chuyến đi chơi ở Đà Lạt, hai người ngủ với nhau và Duyên có thai. Hùng biết chuyện liền kêu Duyên phá thai khiến cô nổi giận và bỏ đi xa, trong lúc đuổi theo Duyên thì Hùng bị xe tông gãy chân.
Ca phẫu thuật của Hùng đã thành công, sau đó anh được đưa về nhà nằm nghỉ chờ bình phục trở lại. Suốt thời gian nằm ở nhà, Hùng đã nằm mơ, trong giấc mơ anh thấy tất cả đàn ông xung quanh cuộc sống anh đều mang bầu thay vợ. Những chuyện hài hước cũng như những chuyện rắc rối lần lượt xảy ra. Hùng lúc này đã hiểu con cái quan trọng như thế nào trong lòng bậc cha mẹ.
Khi tỉnh lại, Hùng hối hận và quyết định đi tìm Duyên. Hùng đến chỗ làm của Duyên thì mới biết là cô đã nghỉ làm. Hùng ra đến tận Đà Lạt gặp lại Duyên, lúc này cô đã sinh con. Hùng đưa hai mẹ con Duyên về lại Sài Gòn và làm đám cưới với Duyên. Từ đó họ sống hạnh phúc bên nhau.

## Diễn viên
- Nguyễn Phi Hùng vai Hùng
- Kim Thư vai Duyên
- NSND Việt Anh vai Ông Việt
- Hồng Nga vai Bà Việt
- Tấn Beo vai Tấn
- Trương Ngọc Ánh vai Kiều
- NSƯT Bảo Quốc vai Ông Hoài
- NSND Ngọc Giàu vai Bà Hoài
- Bảo Chung vai Bảo
- NSND Hồng Vân vai Hồng
- Phước Sang vai A Coóng
- Phương Thanh vai A Lìn
- Quyền Linh vai Hoàng
- Thúy Nga vai Tú
- Hữu Nghĩa vai Nghĩa
- Kim Khánh vai Phượng
- NSƯT Nguyễn Chánh Tín vai Bác sĩ khám thai
- Hoàng Sơn vai Bác sĩ phá thai
- Việt Hương vai Y tá Hương
- NSƯT Mỹ Uyên vai Bạn của Duyên
- Hữu Bình vai Anh chàng bán báo
- Chi Bảo vai Anh chàng xích lô
- Tấn Bo vai Anh chàng xích lô
- Huỳnh Anh Tuấn vai Anh chàng xe ôm
- NSƯT Kim Ngọc vai Bà già đánh tennis (†)
- Anh Vũ vai Người bán gà (†)
- Hồng Tơ vai Người lượm banh tennis
- Minh Thuận vai Ca sĩ Minh Thuận (†)
- Trọng Phúc vai Ca sĩ Trọng Phúc
- Phương Dung vai Người giúp việc
- Mạc Can vai Ông quản gia
- Hữu Lộc vai Công nhân vệ sinh (†)
- Mỹ Chi vai Bà bầu đi đường
- Tấn Hoàng vai Người đi đường
- Thanh Tùng vai Người đi đường
- Nguyễn Hoàng vai Dân chơi
- Kiều Mai Lý vai mẹ bệnh nhân
- Lê Giang vai chị bệnh nhân
- Ngân Quỳnh vai Ca sĩ
- Phong Phú vai Bạn của Duyên

## Bài hát trong phim
- Tôi là ai? Em là ai? (Kasim Hoàng Vũ thể hiện) - nhạc rock, bài hát mở đầu phim.
- Mùa hạ mãi xa (Minh Thuận thể hiện) - nhạc ballad.
- Anh sẽ tìm em (Nguyễn Phi Hùng thể hiện) - nhạc ballad, bài hát kết thúc phim.